# Trichopsis vittata
Trichopsis vittata е вид лъчеперка от семейство Osphronemidae.

## Разпространение
Видът е разпространен във Виетнам, Камбоджа, Лаос, Малайзия (Западна Малайзия), Мианмар, Сингапур и Тайланд. Внесен е във Филипини.